# Carmelitas
Carmelitas est une localité de la paroisse civile d'Yapacana dans la municipalité d'Atabapo dans l'État d'Amazonas au Venezuela sur le río Ventuari. Elle est desservie par un aérodrome.